# Doully
Doully Millet dite Doully est une humoriste et une actrice française.

## Biographie
Doully naît en 1986 ou 1987.
Doully quitte le foyer familial à quatorze ans, en bons termes avec ses parents graphistes du 5e arrondissement de Paris, car ils n'ont pas assez de place dans leur 30 mètres carrés près de Notre-Dame et préfèrent qu'elle prenne un studio à proximité, qu'elle promet de commencer à rembourser quand elle travaillera à partir de seize ans. Livrée à elle-même, elle fait de mauvaises rencontres et sombre dans la toxicomanie du côté de Stalingrad et exerce divers petits boulots : go-go danseuse, barmaid, dame pipi, doubleuse de porno, créatrice de prêt-à-porter, professeur de français en Espagne, etc.
Après trois arrêts cardiaques dus à des overdoses, elle suit un programme de sevrage rapide en Israël, puis part vivre à Barcelone pendant une décennie.
Doully commence le monologue comique grâce à Yacine Belhousse dans ses soirées Premières fois.
Lorsqu’elle revient en France, elle monte sur scène pour réaliser son premier one-woman-show L’Addiction c’est moi, mise en scène par Blanche Gardin. Elle est la grande gagnante du Prix du jury du tremplin jeunes du festival Humour & Vin de Bourges de 2017. En 2018, elle remporte le trophée Violet d’or du Dinard Comedy Festival, puis présente des chroniques sur Europe 1 aux côtés de Willy Rovelli[réf. nécessaire].
Sa voix rauque la caractérise depuis l'enfance : « Non je ne suis pas bourrée, et oui je suis née avec cette voix et cette diction de clocharde […]. L’avantage, c’est que cette voix m’a évité une bonne dizaine de viols,. »
À partir de 2020, elle remplace Jules-Édouard Moustic à la présentation de l'émission Groland Le Zapoï sur Canal+. À partir de septembre 2022, elle devient chroniqueuse dans l'émission Le Grand Dimanche soir sur France Inter.
À partir de 2022, elle joue un nouveau spectacle Hier, j'arrête qui s'attaque à nouveau au thème de l'addiction.
En 2022, elle joue le personnage de Jacky, professeure de CE1 aux allures punk, dans la série française Comme des gosses sur M6, et parallèlement, elle est chroniqueuse humoristique de radio dans l'émission Le Grand Dimanche soir sur France Inter.
Elle quitte France Inter en juin 2024 et rejoint, en septembre 2024, l'équipe des chroniqueurs de l'émission hebdomadaire La Dernière sur Radio Nova
Elle a indiqué souffrir de la maladie de Charcot-Marie-Tooth.

## Spectacles
- 2017 : L’Addiction c’est moi, renommé L'Addiction. Co-auteure : Blanche Gardin
- 2019 : Please Stand-up !  mise en scène Aude Galliou
- 2020 : Admettons
- 2020 : Montreux Comedy Festival
- 2021 : tournée du Jamel Comedy Club
- 2022 : Hier j'arrête!

## Filmographie

### Télévision
- Depuis 2016 : Groland : elle-même
- 2021 : La Meilleure Version de moi-même de Blanche Gardin
- 2021 : Carrément craignos de Jean-Pascal Zadi : madame Mercier
- 2021 : Reuss de Mohamed Chabane-Chaouche et Théo Jourdain
- 2022 : Comme des gosses de Béatrice Fournera et Gaël Leforestier : Jacky
- 2024 : Terminal : Bienvenue à l'aréoport (série télévisée, Canal+) de Jamel Debbouze : Nikki

### Cinéma
- 2021 : CE2 de Jacques Doillon
- 2022 : En même temps de Benoit Delépine et Gustave Kervern : Frida
- 2022 : La Page blanche de Murielle Magellan : Olivia

### Doublage
- 2022 : Les Bad Guys : Mlle Tarentule[13]
- 2025 : Les Bad Guys 2 : Mlle Tarentule[13]

## Radio et podcasts
- 2017 : Europe 1, chroniqueuse pour C'est midi c'est Willy présenté par Willy Rovelli
- 2022 : France Inter, chroniqueuse pour Par Jupiter, C'est encore nous puis Le Grand Dimanche soir
- 2024 : FloodCast
- 2024, 2025 : Radio Nova, chroniqueuse pour La Dernière présenté par Guillaume Meurice

## Distinctions
- 2017 : Prix du jury du tremplin jeunes du festival Humour & Vin de Bourges
- 2018 : Violet d’or du Dinard Comedy Festival

### Note
1. ↑  Un article de Closer dit en 2024 qu'elle a 37 ans[1].